# 蓮塘駅 (深圳市)
蓮塘駅（れんとう-えき）は中華人民共和国広東省深圳市羅湖区に位置する深圳地下鉄2号線・8号線の駅。

また、当駅を境に2号線から8号線に変わる。

## 歴史
- 2020年10月28日：開業[1]。

## 隣の駅
深圳地下鉄
■2号線
仙湖路駅 - 蓮塘駅
■8号線
蓮塘駅 - 梧桐山南駅